# 苏糖
苏糖（C4H8O4），又名異赤藻糖，在分类上属于丁糖与醛糖，从費雪投影式的角度看，中间两个碳原子上的羟基在碳骨架的异侧。

## 赤式和苏式
有机化学的习惯命名法中，使用“苏”或“苏式”（"threo"）表示相邻两碳相同官能团在费歇尔投影式中处于异侧的构型。这种命名源自苏糖的构型。相对的，两个官能团在同侧的为赤式构型（"erythro"）。赤式和苏式为差向异构体。

费歇尔投影式表示的两种构型的苏糖